# Oleksandr Bohomazov
Pour les articles homonymes, voir Bogomazov.
Oleksandr Kostiantynovytch Bohomazov (en ukrainien : Олександр Костянтинович Богомазов ; en russe : Александр Константинович Богомазов, Aleksandr Konstantinovitch Bogomazov), né le 14 mars 1880 (26 mars dans le calendrier grégorien) à Yampil, dans le gouvernement de Kharkov (Empire russe) et mort de la tuberculose le 3 juin 1930 à Kiev (RSS d'Ukraine, Union soviétique), est un peintre ukrainien et soviétique, actif en Ukraine et en Russie. Il est un représentant du cubo-futurisme russe et de l'avant-garde ukrainienne, et fut un théoricien de l'art moderne.

## Biographie
De 1896 à 1902 il fréquente l'école d'agriculture de Kherson avant d'intégrer l'école des Beaux-Arts de Kiev (1902-1905) où il se lie d'amitié avec Alexander Arkhipenko et Alexandra Exter. Il prend part aux grèves et manifestations de 1905. Il séjourne à Moscou en 1906 et 1907, puis retourne à l'Ecole des Beaux-Arts de Kiev jusqu'en 1910.
Il effectue un voyage en Finlande en 1911. Il commence à enseigner à partir de 1912. Après avoir étudié le Futurisme italien, il développe sa propre théorie artistique qu'il expose dans ses essais : L'art de la peinture et La peinture et les éléments.
En 1915 il s'installe à Geriusi dans le Caucase. En 1919 il enseigne au Premier Atelier d'Etat de Peinture et Arts décoratifs de Kiev et il est membre du mouvement d'agitprop ukrainien. Il est nommé chef du département artistique au Commissariat ukrainien pour les arts visuels de 1919 à 1920.
De 1922 jusqu'à sa mort en 1930 il enseigne à l'Académie des Arts à Kiev avec Vadim Meller, Viktor Palmov et Vladimir Tatline.

## Quelques tableaux caractéristiques
Ses œuvres sont principalement conservées au musée national d'art d'Ukraine et dans les collections Ivakine et Chechnikov à Kiev.

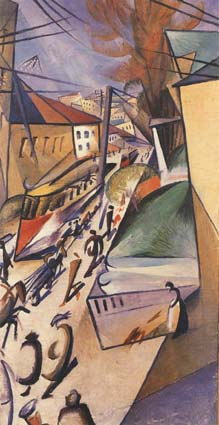
Tramway. 1914. Huile sur toile. Appr. 150х80 cm. Collection privée
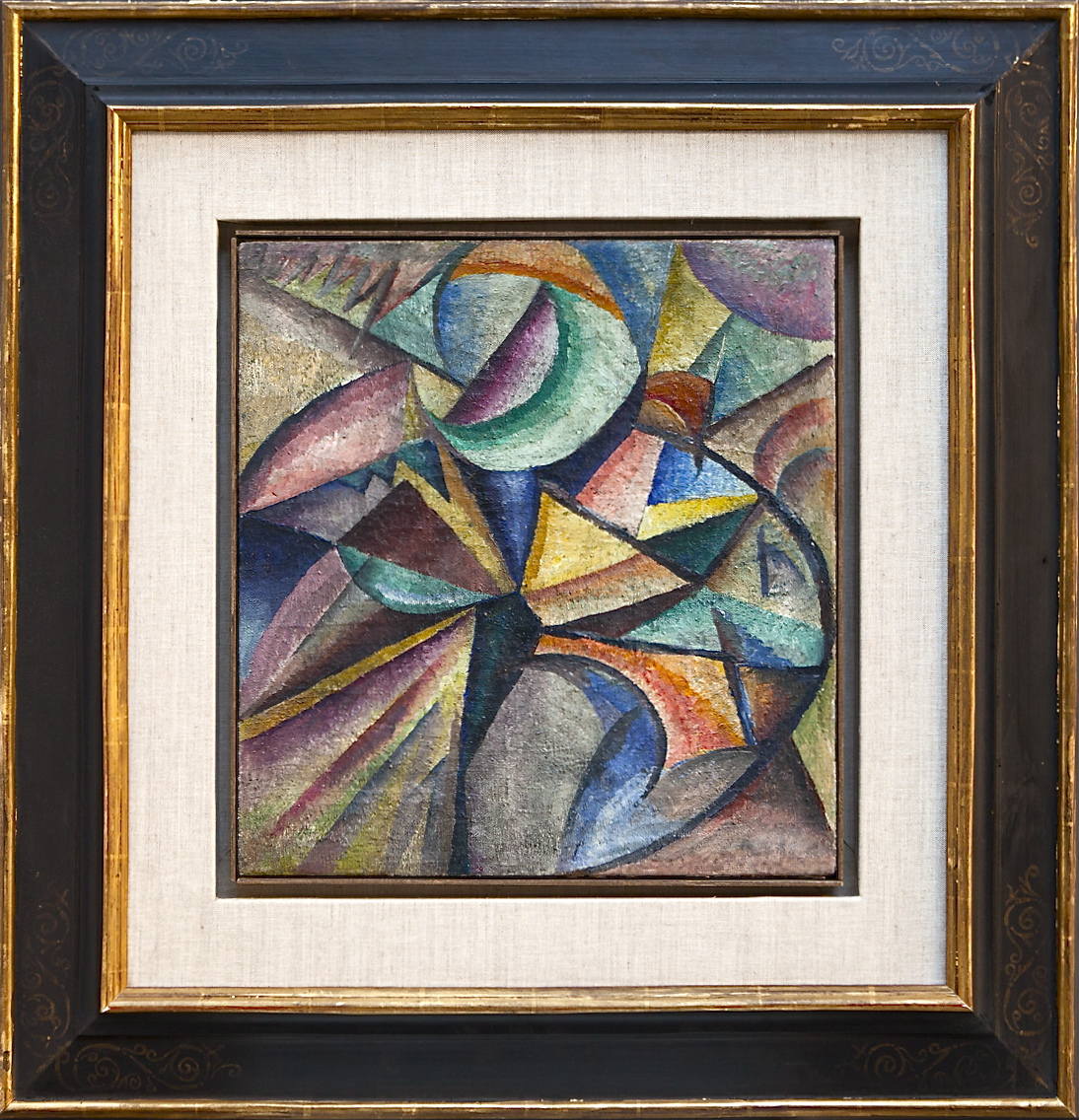
Composition N2. 1914-1915. Centre M.T. Abraham pour les Arts visuels.
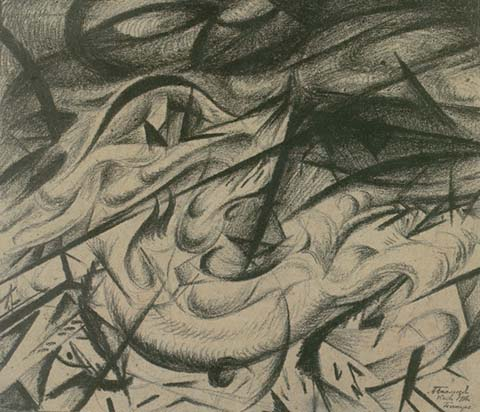
L'incendie de Kiev. 1916. Papier, charbon de bois. 27х32 cm. Musée national d'art d'Ukraine, Kiev.
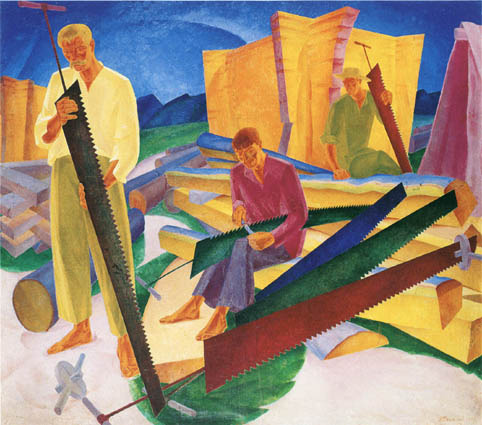
La repassage des scies. 1927. Huile sur toile. Musée national d'Art d'Ukraine, Kiev
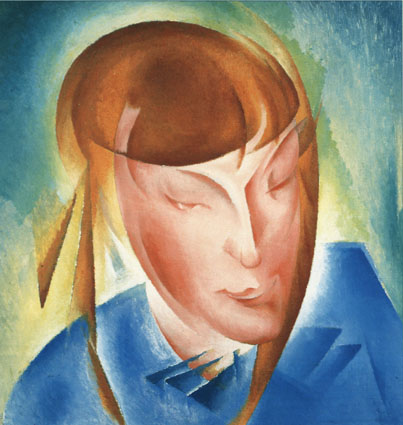
Portrait de jeune fille. 1928. Huile sur contreplaqué. Collection Ivakine, Kiev

## Vente aux enchères
- Le 4 juillet 1974, eut lieu à Londres chez Sotheby's une importante vente d'œuvres russes du XXe siècle, dont 24 de Bogomazov, du no 37 au no 60.